# Дамола Аджаї
Оїндамола Олуватобі Пітер Аджаї (англ. Oyindamola Oluwatobi Peter Ajayi; нар. 27 грудня 2005) — англійський футболіст, вінгер клубу «Тоттенгем Готспур», який на правах оренди виступає за «Донкастер Роверз».

## Клубна кар'єра

### «Тоттенгем Готспур»
Вихованець клубу «Бромлі». 2022 року приєднався до структури «Тоттенгем Готспур». 18 січня 2024 року підписав з клубом свій перший професіональний контракт.
5 січня 2025 року продовжив контракт з клубом до літа 2028 року. 30 січня 2025 року дебютував в основному складі «Тоттенгема» в матчі Ліги Європи УЄФА проти шведського «Ельфсборга», вийшовши на заміну Рішарлісону. В цій ж грі відзначився і своїм першим голом у професіональній кар'єрі. Став першим гравцем «Тоттенгема», що відзначився м'ячем у своєму дебютному матчі після Арно Данджуми в січні 2023 року, а також першим вихованцем академії клубу, який це зробив після Алфі Девайна з січня 2021 року. Окрім цього у віці 19 років і 34 днів став другим після Гаррі Кейна наймолодшим автором голу в історії клубу в єврокубках, що відзначився вийшовши на заміну. В своєму дебютному сезоні став з командою переможцем Ліги Європи.

#### Оренда в «Донкастер Роверз»
24 червня 2025 року відправився в сезонну оренду в «Донкастер Роверз», що за підсумками попереднього сезону підвищився до Першої ліги. 2 серпня дебютував за нову команду в матчі Першої ліги проти «Ексетер Сіті», вийшовши на заміну Гаррі Клінтону. 12 серпня 2025 року в поєдинку Кубка ліги проти «Мідлсбро» забив свій перший гол за «Донкастер».

## Особисте життя
Народився в Англії та має нігерійське походження.

## Статистика виступів
Станом на 12 серпня 2025
| Клуб               | Сезон             | Чемпіонат         | Чемпіонат | Чемпіонат | Кубок | Кубок | Кубок ліги | Кубок ліги | Єврокубки | Єврокубки | Інші  | Інші | Всього | Всього |
| Клуб               | Сезон             | Дивізіон          | Матчі     | Голи      | Матчі | Голи  | Матчі      | Голи       | Матчі     | Голи      | Матчі | Голи | Матчі  | Голи   |
| ------------------ | ----------------- | ----------------- | --------- | --------- | ----- | ----- | ---------- | ---------- | --------- | --------- | ----- | ---- | ------ | ------ |
| Тоттенгем Готспур  | 2024–25           | Прем'єр-ліга      | 0         | 0         | 0     | 0     | 0          | 0          | 1         | 1         | 0     | 0    | 1      | 1      |
| → Донкастер Роверз | 2025–26           | Перша ліга        | 2         | 0         | 0     | 0     | 1          | 1          | —         | —         | —     | —    | 3      | 1      |
| Всього за кар'єру  | Всього за кар'єру | Всього за кар'єру | 2         | 0         | 0     | 0     | 1          | 1          | 1         | 1         | 0     | 0    | 4      | 2      |

1. ↑  Матчі в Лізі Європи УЄФА

## Досягнення
«Тоттенгем Готспур»
- Переможець Ліги Європи УЄФА: 2024–25[19]